# Condado de Calhoun (Alabama)
O Condado de Calhoun é um condado localizado no estado norte-americano do Alabama, EUA. De acordo com o censo de 2022, sua população é de 115.788 habitantes. A sede do condado e sua maior cidade é Anniston. Foi nomeado em honra a John C. Calhoun, notório político e senador da Carolina do Sul. 

## História
O condado foi fundado como Benton, em 18 de dezembro de 1832, em homenagem a Thomas Hart Benton, senador do Missouri, com sede em Jacksonville. Benton, um senhor de escravos, era aliado político do também escravocrata John C. Calhoun, senador da Carolina do Sul. Entre meados de 1820 e 1840, entretanto, os interesses políticos de Benton e Calhoun se divergiram.
Calhoun estava majoramente interessado em utilizar o prenúncio da secessão como forma para a manutenção e o expansionismo da escravidão nos Estados Unidos. Por outro lado, Benton, aos poucos, concluiu que a escravidão era errada e que a preservação da união era primordial. Em 29 de Janeiro de 1858, partidários da escravidão mudaram o nome do condado para Condado de Calhoun. 
Durante o período da reconstrução, difundiu-se a violência como intuito de suprimir os votos de negros e brancos republicanos - em principal na eleição ao governo de 1870, na qual quatro negros e um branco foram linchados.

Após anos de controvérsia e com uma decisão da Suprema Corte do Estado, a sede do condado foi alterada para Anniston em Junho de 1900.

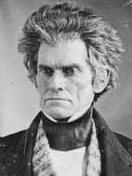
John C. Calhoun

## Geografia
De acordo com o censo, sua área total é de 1.590 km², destes sendo 1.570km² (99,37%) de terra e 17km² (0,63%) de água.

### Condados adjacentes
- Condado de Cherokee, nordeste
- Condado de Cleburne, leste
- Condado de Talladega, sul
- Condado de St. Clair, oeste
- Condado de Etowah, noroeste

### Áreas de proteção ambiental
- Mountain Longleaf National Wildlife Refuge
- Floresta Nacional de Talladega (parte)

## Transporte

### Principais rodovias
- Interstate 20
- U.S. Route 78
- U.S. Rouse 278
- U.S. Route 431
- State Route 9
- State Route 21
- State Route 144
- State Route 200
- State Route 202
- State Route 204
- State Route 301

### Ferrovias
- Alabama and Tennessee River Railway
- Norfolk Southern Railway
- Amtrak

## Demografia
De acordo com o censo de 2022:
- População total: 115.788  habitantes
- Densidade: 73 hab/km²
- Residências: 53.407
- Familias: 44.295
- Composição da População:
  - Brancos: 74,7%;
  - Negros:21,6%;
  - Nativos Americanos e do Alaska: 0,5%;
  - Asiáticos:0,9%;
  - Outras Raças: 0,1%;
  - Duas ou mais raças: 2,2%;
  - Origem Hispânica ou latina: 4,2%.

## Comunidades

### Cidades
- Anniston (sede)
- Glencoe (parcialmente no condado de Etowah)
- Jacksonville
- Oxford (Alabama) (parcialmente no condado de Talladega)
- Piedmont (parcialmente no condado de Cherokee)
- Southside (parcialmente no condado de Etowah)
- Weaver

### Vilas
- Hobson City
- Ohatchee
- Webter's Chapel

### Áreas censitárias
- Alexandria
- Bynum
- Choccolocco
- Nances Creek
- Saks
- West End-Cobb Town
- White Plains

### Comunidades não-incorporadas
- Chosea Springs
- DeArmanville
- Eastaboga (parcialmente no condado de Talladega)
- Iron City
- Macon
- Merrellton
- Peaceburg
- Possum Trot
- Wellington

### Cidades-fantasma
- Minden
- Tooktocaugee